# Micronycteris giovanniae
Micronycteris giovanniae is een vleermuis uit het geslacht Micronycteris die voorkomt in Ecuador. Er is slechts een exemplaar bekend, een volwassen mannetje dat op 6 augustus 2001 in Finca San José is gevangen (provincie Esmeraldas; 01°3'21NB, 78°37'20,7WL). De soort is genoemd naar de dichteres en schrijfster Nikki Giovanni. Op basis van genetische gegevens is M. giovanniae ofwel het nauwste verwant aan M. matses (Fgb-I7, een nucleair gen), ofwel aan een clade van M. matses, M. megalotis en M. microtis (cytochroom-b, een mitochondriaal gen).
M. giovanniae is een middelgrote Micronycteris met een donker gekleurde buik. De bovenkant van het lichaam is bruin, de onderkant geelbruin, de vleugels donkerbruin. De kop-romplengte bedraagt 55 mm, de staartlengte 16 mm, de achtervoetlengte 11 mm, de oorlengte 21 mm, het gewicht 8,6 g en de schedellengte 20,9 mm. Het karyotype bedraagt 2n=40, FN=68. Het enig bekende exemplaar werd in een mistnet gevangen dat onder een brug was geplaatst. Op Finca San José werden ook Artibeus planirostris, Carollia castanea, Lonchophylla mordax, Micronycteris hirsuta, Platyrrhinus dorsalis, Platyrrhinus cf. helleri, Rhinophylla alethina en Sturnira lilium gevangen.